# Edward Albert
Edward Laurence Albert, eigentlich Edward Laurence Heimberger, (* 20. Februar 1951 in Los Angeles, Kalifornien; † 22. September 2006 in Malibu, Kalifornien) war ein US-amerikanischer Filmschauspieler.

## Leben
Edward Laurence Heimberger wurde als Sohn des Schauspielers Eddie Albert (eigentlich  Edward Albert Heimberger) und dessen Ehefrau, der mexikanischen Tänzerin und Sängerin Margo geboren. Sein Pate war der britische Schauspieler Laurence Olivier, ein guter Freund der Familie. Von Olivier hat er auch seinen zweiten Vornamen Laurence bekommen. Er stand bereits in jungen Jahren vor der Kamera; sein Filmdebüt hatte er 1965  im Alter von 14 Jahren, als er an der Seite von Anthony Perkins in The Fool Killer in einer kleinen Nebenrolle zu sehen war.
Als junger Mann begann Edward Laurence Heimberger ein Psychologie-Studium an der University of California, Los Angeles, das er jedoch im Jahr 1972 abbrach, um seine wahre Berufung, die Schauspielerei, auszuüben. So stand er als Schauspieler Edward Albert im selben Jahr in der Hauptrolle eines blinden Musikers in der Tragikomödie Schmetterlinge sind frei vor der Kamera, der sein erfolgreichster Film wurde. 1973 war er für zwei Golden Globe Awards nominiert und erhielt den Preis in der Kategorie Bester Nachwuchsdarsteller.
1976 wirkte Edward Albert er in dem Kriegsfilm Schlacht um Midway mit und im Jahr 1980 in dem Science-Fiction-Film Der Tag, an dem die Welt unterging. Ein Durchbruch als Filmstar blieb Albert allerdings verwehrt und so musste er sich in späteren Jahren vor allem mit Auftritten in Fernsehserien und B-Filmen begnügen. 1983 übernahm er eine der Hauptrollen in der Seifenoper The Yellow Rose, deren Produktion jedoch 1984 nach 22 Episoden wegen ausbleibendem Erfolg eingestellt wurde. Danach stand Albert in zahlreichen bekannten Fernsehserien als Gastdarsteller vor der Kamera, wie etwa in Falcon Crest, Star Trek: Deep Space Nine, Dr. Quinn – Ärztin aus Leidenschaft oder in Nash Bridges.
Neben seiner Karriere als Schauspieler engagierte sich Albert auch in sozialen und kulturellen Belangen. So saß er in der California Coastal Commission, und später auch in der Heritage Commission, durch die die Interessen der mexikanischen Einwohner Kaliforniens besser vertreten werden sollen. Darüber hinaus galt er als sehr belesen und beherrschte neben seiner Muttersprache Englisch vier weitere Sprachen, darunter Mandarin fließend. Zudem wurde bei ihm ein Intelligenzquotient von 157 Punkten diagnostiziert.
Im Juni 1979 sorgte er kurzzeitig mit seinem Privatleben für Aufsehen, als er im Alter von 28 Jahren die 41-jährige britische Schauspielerin Katherine Woodville heiratete. Im August 1980 wurde ihr einziges Kind, die Dichterin und Songwriterin Thais „Tai“ Carmen, geboren. Albert und Woodville waren bis zu dessen Tod im September 2006 miteinander verheiratet.
Im April 2005 wurde bei ihm Lungenkrebs diagnostiziert. Im September 2006 starb Edward Albert im Alter von 55 Jahren.

## Filmografie (Auswahl)
- 1963: Flucht der weißen Hengste (Miracle of the White Stallions)
- 1965: The Fool Killer
- 1972: Schmetterlinge sind frei (Butterflies Are Free)
- 1973: Vierzig Karat (40 Carats)
- 1974: Killer Bees (Fernsehfilm)
- 1974: Kung Fu (Fernsehserie, 2 Folgen)
- 1974: Polizeiarzt Simon Lark (Dr. Simon Locke, Fernsehserie, Folge 4x18)
- 1975: California Cops – Neu im Einsatz (The Rookies, Fernsehserie, Folge 3x23)
- 1976: Schlacht um Midway (Midway)
- 1976: An den Quellen der Mafia (Alle origini della mafia)
- 1976: Gibbsville (Fernsehserie, Folge 1x06)
- 1977: Das Domino Komplott (The Domino Principle)
- 1977: Das malvenfarbene Taxi (Un taxi mauve)
- 1978: Black Beauty (Miniserie)
- 1978: Der große Grieche (The Greek Tycoon)
- 1978: Der Diamantencoup (Controrapina)
- 1978: Love Boat (The Love Boat, Fernsehserie, Folge 2x11)
- 1979: Last Convertible (Miniserie, 3 Folgen)
- 1980: Der Tag, an dem die Welt unterging (When Time Ran Out)
- 1981: Planet des Schreckens (Galaxy of Terror)
- 1982: Butterfly – Der blonde Schmetterling (Butterfly)
- 1982: Zeit zu sterben (A Time to Die)
- 1982: Das Haus der Verdammten (The House Where Evil Dwells)
- 1982: Die unglaublichen Geschichten von Roald Dahl (Tales of the Unexpected, Fernsehserie, Folge 5x15)
- 1983: Verfolgt bis in den Tod (Blood Feud, Fernsehfilm)
- 1983–1984: Kampf um Yellow Rose (The Yellow Rose, Fernsehserie, 22 Folgen)
- 1984: Ellie
- 1984: Mord ist ihr Hobby (Murder, She Wrote, Fernsehserie, Folge 1x06)
- 1986: Inferno USA (Getting Even)
- 1986: Unter Brüdern (Fernsehserie, Folge 3x24)
- 1986–1987: Falcon Crest (Fernsehserie, 18 Folgen)
- 1987: Das Spiel mit dem Terror (Terminal Entry)
- 1987: Nachtakademie (The Underachievers)
- 1987–1990: Die Schöne und das Biest (Beauty and the Beast, Fernsehserie, 10 Folgen)
- 1988: Sonderkommando Südkorea (The Rescue)
- 1988: Fist Fighter
- 1989: Accidents – Der Tod kennt keinen Zufall (Accidents)
- 1991: Paradise – Ein Mann, ein Colt, vier Kinder (Guns of Paradise, Fernsehserie, Folge 3x08)
- 1991: Der Nachtfalke (Midnight Caller, Fernsehserie, Folge 3x17)
- 1992: Duell im Eis (The Ice Runner)
- 1992: Palm Beach-Duo (Silk Stalkings, Fernsehserie, Folge 2x08)
- 1993: Star Trek: Deep Space Nine (Fernsehserie, Folge 1x03 Unter Verdacht)
- 1993: L.A. Law – Staranwälte, Tricks, Prozesse (L.A. Law, Fernsehserie, Folge 7x13)
- 1993: In der Hitze der Nacht (In the Heat of the Night, Fernsehserie, Folge 6x19)
- 1993: Time Trax – Zurück in die Zukunft (Time Trax, Fernsehserie, Folge 1x09)
- 1993: Shootfighter (Shootfighter: Fight to the Death)
- 1993: Die Verschwörer (Dark Justice, Fernsehserie, Folge 3x12)
- 1993: Dr. Quinn – Ärztin aus Leidenschaft (Dr. Quinn, Medicine Woman, Fernsehserie, 2 Folgen)
- 1993: Fist Fighter 2
- 1994: Hard Drive
- 1994: Tess und ihr Bodyguard (Guarding Tess)
- 1994: Red Sun Rising
- 1995: Magische Kräfte des Bösen (Sorceress)
- 1995: Der mysteriöse Tod der Grace Kelly (Star Witness, Fernsehfilm)
- 1996: Die Fantastischen Vier mit neuen Abenteuern (Fantastic Four, Fernsehserie, Folge 2x13, Sprechrolle)
- 1996: Secret Agent Club (The Secret Agent Club)
- 1996: Walker, Texas Ranger (Fernsehserie, Folge 5x10)
- 1996: Kid Cop
- 1997: Der Sentinel – Im Auge des Jägers (The Sentinel, Fernsehserie, Folge 2x20)
- 1997: Conan, der Abenteurer (Conan the Adventurer, Fernsehserie, 2 Folgen)
- 1997–1999: Port Charles (Fernsehserie, 76 Folgen)
- 1998: The Three Musketeers Meet the Man in the Iron Mask
- 1998: Sabrina – Total Verhext! (Sabrina, the Teenage Witch, Fernsehserie, Folge 3x07)
- 1999: Nash Bridges (Fernsehserie, Folge 4x19)
- 1999: Martial Law – Der Karate-Cop (Martial Law, Fernsehserie, Folge 1x22)
- 1999: Unbowed
- 2000: Godzilla – Die Serie (Godzilla: The Series, Fernsehserie, Folge 2x17, Sprechrolle)
- 2000: Stageghost
- 2001: Deadly Blaze (Ablaze)
- 2001: Mimic 2
- 2001: Night Class (Seduced by a Thief)
- 2001: Extreme Honor
- 2001: Power Rangers Time Force (Fernsehserie, 18 Folgen)
- 2003: She Spies – Drei Ladies Undercover (She Spies, Fernsehserie, Folge 2x09)
- 2004: The Work and the Glory
- 2006: A-List
- 2006: Sea of Fear
- 2007: Fighting Words
- 2008: Bullets & Butterflies (Kurzfilm)

## Auszeichnungen
- 1973: Golden Globe Award/Bester Nachwuchsdarsteller, für Schmetterlinge sind frei (Butterflies Are Free)
- 1973: Nominiert für den Golden Globe Award/Bester Hauptdarsteller – Komödie oder Musical, für Schmetterlinge sind frei (Butterflies Are Free)